# Whangarei
Whangarei (prononcé en anglais : /ˌfɒŋəˈreɪ/, en maori : /ɸaŋaˈɾɛi/) est la ville néo-zélandaise située le plus au nord, ainsi que la capitale de la région du Northland.
Bien que l'entité soit communément classée en tant que ville, elle est officiellement sous la juridiction du Whangarei District Council, un organe local, créé en 1989 aux fins d'administrer tant la cité que l'arrière-pays.

## Climat
Whangarei possède un climat océanique (Köppen: Cfb), avec des étés tièdes et assez humides et des hivers doux et pluvieux. Les températures sont vraiment modérées, avec des canicules ou des gels très infréquents. Les températures maximales varient de 24,7 ºC en février à 15,5 ºC en juillet; tandis que les temps minimales rangent de 16,4 ºC en février à 8,1 ºC en juillet. La pluviométrie moyenne est assez élevée : 1 289 mm, et il y a 131.4 jours pluvieux par an.
| Mois                                            | jan. | fév. | mars  | avril | mai   | juin  | jui.  | août | sep.  | oct. | nov. | déc. | année |
| ----------------------------------------------- | ---- | ---- | ----- | ----- | ----- | ----- | ----- | ---- | ----- | ---- | ---- | ---- | ----- |
| Température minimale moyenne (°C)               | 15,8 | 16,4 | 14,9  | 13,1  | 11,2  | 9,1   | 8,1   | 8,4  | 9,6   | 10,9 | 12,4 | 14,5 | 12    |
| Température maximale moyenne (°C)               | 24,6 | 24,7 | 23,2  | 20,9  | 18,5  | 16,3  | 15,5  | 15,9 | 17,5  | 19   | 20,8 | 23   | 20    |
| Record de froid (°C)                            | 8,1  | 8,7  | 6,1   | 4,1   | 2     | −0,1  | 0     | 0,7  | 1,9   | 3,3  | 3,5  | 6,5  | −0,1  |
| Record de chaleur (°C)                          | 31,2 | 33,5 | 29,6  | 27,3  | 24,8  | 22,6  | 20,3  | 22,8 | 24,2  | 25,3 | 28,7 | 31,5 | 33,5  |
| Précipitations (mm)                             | 78   | 83,2 | 119,2 | 94,1  | 112,9 | 142,2 | 173,5 | 130  | 112,3 | 76,8 | 75,9 | 90,9 | 1 289 |
| dont nombre de jours avec précipitations ≥ 1 mm | 6,9  | 7,3  | 9     | 9,7   | 13,1  | 14    | 15    | 15,2 | 12,9  | 10,3 | 9,2  | 8,8  | 131,4 |
| Humidité relative (%)                           | 79   | 84   | 85,9  | 86,2  | 88,3  | 89,4  | 89    | 86,1 | 80,9  | 81   | 76,9 | 77,5 | 83,7  |

Les données climatiques sont également disponibles pour la ville de Whangarei (1970-2024).
| Mois                              | jan. | fév.  | mars  | avril | mai   | juin  | jui.  | août  | sep.  | oct.  | nov.  | déc.  | année   |
| --------------------------------- | ---- | ----- | ----- | ----- | ----- | ----- | ----- | ----- | ----- | ----- | ----- | ----- | ------- |
| Température minimale moyenne (°C) | 14,2 | 14,6  | 13,2  | 11,1  | 9,5   | 7,6   | 6,6   | 7     | 8,1   | 9,3   | 10,9  | 12,7  | 10,4    |
| Température maximale moyenne (°C) | 25   | 25,2  | 23,6  | 21,3  | 18,9  | 16,6  | 16    | 16,4  | 17,7  | 19,3  | 21,1  | 23,3  | 20,4    |
| Record de froid (°C)              | 7,1  | 7,1   | 4,2   | 3,7   | 0,6   | −0,4  | −2    | −1,6  | 0,6   | 2,5   | 2,2   | 5,6   | −2      |
| Record de chaleur (°C)            | 31,3 | 34,1  | 29    | 27,1  | 25,3  | 22,5  | 20,8  | 23    | 26    | 25,6  | 29,4  | 30,8  | 34,1    |
| Ensoleillement (h)                | 235  | 201,7 | 168,2 | 164,3 | 153,2 | 131,8 | 141,2 | 152,3 | 170,5 | 197,7 | 206,3 | 264,8 | 2 187   |
| Précipitations (mm)               | 95,6 | 115,9 | 143,6 | 130,8 | 125,7 | 190,1 | 150,3 | 150,7 | 130,2 | 130,2 | 83,7  | 93,6  | 1 540,4 |

## District de Whangarei
Le district de Whangarei comprend la ville de Hikurangi, ainsi que la banlieue de Kamo, Tikipunga (en), Whau Valley, Otangarei, Kensington, Regent, Maunu, Morningside, Raumanga, et Onerahi. Y sont inclus également un certain nombre de terrains ruraux, ainsi que plusieurs plages, telles que Ngunguru et Tutukaka.
Le district s'étend au sud jusque Bream Bay, au nord jusqu'à la péninsule du cap Brett, et à l'ouest jusqu'à Waipoua Forest. Il comprend également les îles Hen et Chicken et les îles Poor Knights.

## Personnalités
- La romancière Jane Mander (1877-1949) y est morte
- Jack Marshall (1912-1988) y fait sa scolarité, il devient Premier Ministre de Nouvelle-Zélande en 1972
- Winston Peters (y est né en 1945), ministre néo-zélandais des Affaires étrangères
- Cindy Kiro, femme d'État néo-zélandaise y est née en 1958, devient gouverneure générale en 2021
- Le chanteur country Keith Urban y est né en 1967, mais élevé en Australie, et se fait un nom aux États-Unis
- L'acteur Caleb Ross (en) (y est né en 1981), surtout connu pour son rôle de Lex dans la série de science-fiction américaine La Tribu
- Alex Gilbert (né en 1992), avocat spécialisé dans l'adoption internationale.
- Doreen Blumhardt, enseignante, potière et céramiste